# Margit Kovács
Margit Kovács (30. listopadu 1902 Győr – 4. června 1977 Budapešť) byla maďarská sochařka a keramička.

## Život
1924-1926 studovala grafiku a malbu na porcelán u Álmose Jaschika a poté základy práce s keramikou u Herty Bücher ve Vídni. Dále studovala v Mnichově Státní školu užitých umění.
Samostatně tvořit začala roku 1930, kdy vytvořila několik terakotových sošek, reliéfů a několik dalších dekorativních předmětů a slavila s nimi úspěch na Národním salónu a toho samého roku se dočkala i oficiálního ocenění na 4. výstavě užitého umění v Monze. velkou zkušeností pro ni byla práce v porcelánce v Sèvres. Pro maďarskou výstavu na EXPO 1937 vytvořila keramický obraz Budapešť královna na Dunaji. 1939-1940 vyzdobila portál kostela Svatého Emericha v Györu.
Ve druhé polovině 20. století začala vypalovat spíše barevné sošky glazurované než terakotové. Margit Kovács milovala příběh, její sošky často vyprávějí nějaký příběh. Ruce sošek bývají jakoby přerostlé a jejich gesta k nám mluví. I v dospělosti se umělkyně dokázala dívat na svět očima dítěte. Mnohé z jejich prací jsou plné okouzlení maďarským národním folklórem (např. Kojící matka, 1948, Sklizeň jablek, 1952 nebo Oblékání nevěsty, 1953). Ráda ztvárňovala příběhy z řecké a křesťanské mytologie (Filémón a Baukis, 1970 nebo Jidášův polibek, 1956). Margit Kovács byla citově velmi připoutána ke své matce a mnohé sochy a reliéfy, které vznikly po matčině smrti vyjadřují zoufalství a ztrátu jistot. Několik let po smrti matky umírá i sama Margit Kovács.
Margit Kovács odkázala množství svých sošek a dekorativních předmětů městu Szentendre. Zde se dnes nachází její muzeum. Další muzeum se nachází v jejím rodném Györu.